# Хаджи
Хаджи́ (араб. حَاج‎ —  «паломник»‎) — почётное звание, данное мусульманину, который успешно завершил обряд хаджа в Мекку.

## Как обращение
Женщин, которые совершают хадж, называют «хаджжа» (араб. حاجة‎).
В арабских странах «хаджи» и «хаджжа» является уважительным обращением к пожилому человеку, независимо от того совершил этот человек хадж или нет.
В балканских странах, некогда бывших под османским господством, термином «хаджи» называют христианина, который ездил в Иерусалим и Святую Землю.
Во время войны в Ираке американские солдаты использовали слово «хаджи» как пейоратив для обозначения иракских повстанцев и коренного арабского населения.

## Как часть имени
Перешло в разряд личных имён (Хаджи, Гаджи, Аджи) и фамилий (Аджиев, Гаджиев, Хаджиев).
Может также употребляться в качестве части имени, при этом значение этого отличается в разных антропонимических традициях. У некоторых народов Кавказа (например, кумыков, карачаевцев и балкарцев) может ставиться до личного имени (Хаджи-Мурат) без какого-либо значения, исключительно с целью образования нового имени, а может ставиться после личного имени (Ахмат-хаджи), чтобы показать, что носитель этого имени совершил хадж. В других странах (например, в индонезийской традиции и у нигерийского народа хауса) может ставиться до личного имени (Хаджи Агус Салим), чтобы, напротив, показать, что носитель этого имени совершил хадж. В афганском имени может при рождении ставиться до личного имени ребёнка (Хаджи Морад), чтобы показать, что отец ребёнка — носителя имени совершил хадж.
В разных языках может иметь несколько разный вид. В киргизском имени имеет вид «ажы» (например, Кимсанбай ажы Абдырахманов).